# Artur de Sá Meneses
Artur de Sá Meneses (Lisboa - Portugal, 1709) foi um português, governador da capitania do Rio de Janeiro no tempo da descoberta das minas de ouro.

## Biografia
Diziam ser filho natural e legitimado de João Rodrigues de Sá, moço fidalgo, capitão-mor das naus da Índia, senhor da quinta da Porta do Brandão, governador da fortaleza de Setúbal, que o teve de uma lisboeta Mariana de Sousa, e era neto de Constantino de Sá.[carece de fontes?] Este seu avô Constantino de Sá era filho bastardo de Martim Lourenço de Sá, governador do Ceilão, onde o mataram os chingalas. Moço fidalgo, casara com dom Luísa da Silveira, filha de Duarte de Melo, senhor de Povolide, que morreu na batalha de Alcácer-Quibir. Além de serem pais de João Rodrigues de Sá, acima, tiveram Joana, casada com dom Jorge Mascarenhas, comendador de Mascarenhas e uma outra filha, Margarida de Mendonça, que casou com dom Agostinho Manuel.
Feito moço fidalgo por alvará do rei dom Pedro II em 4 de agosto de 1696 inscrito no Livro 10 de Mercês de dom Pedro II de Portugal folha 135: nele, constava ser "capitão general do Maranhão, do Conselho de Sua Majestade, comendador da Ordem de Cristo, lisboeta, filho natural e legitimado de João Rodrigues de Sá e neto de Constantino de Sá, que foram Moços Fidalgos". Foi governador ou capitão-general do Estado do Maranhão. Capitão de infantaria do Terço de Setúbal, serviu nalgumas armadas: na de Túnis, por exemplo. Foi capitão-mor governador do Maranhão de 1687 a 1690 e depois do Rio de Janeiro.

### Governador do Rio, São Paulo e Minas
Em 16 de dezembro de 1695, uma Carta Régia o nomeou governador e capitão-general do Rio de Janeiro, São Paulo e Minas, e lhe ordenou passar aos descobrimentos das minas do sul e executar o que se havia encarregado a Antônio Pais de Sande, praticando com os paulistas beneméritos as mesmas honras e mercês de hábitos e foros de fidalgos da casa, conteúdos na Real instrução que a Secretaria de Estado expedira a Sande.
Sua carta patente tem data de 12 de janeiro de 1697 e foi o primeiro governador com graduação de capitão-general. Uma Carta Régia de 27 de janeiro ordena que tenha 600 mil réis de ajuda de custo por ano, além do seu soldo, para a primeira viagem a Minas Gerais, para examinar pessoalmente os ricos tesouros, toma medidas reputadas oportunas.
Tomou posse do governo das capitanias reunidas do Rio de Janeiro, São Paulo e Minas em 2 de abril de 1697, sucedendo Sebastião de Castro Caldas, sendo governador no Rio até julho de 1702. Confessa sua principal missão num ofício de 20 de maio de 1700: o descobrimento das minas, o que o Rei lhe repetirá em carta de 25 de dezembro de 1700. Tinha a mencionada ordem inicial de passar às minas do Sul para prover à distribuição dos ribeiros e animar e acoroçoar novos descobrimentos de prata ouro. Diz mais o Rei, em Carta Régia a ele dirigida, ter ordenado ao mestre de campo das fortificações Martim Correia Vasques ficar no governo do Rio durante a viagem que lhe fora ordenada para descobrir as minas do sertão. Varnhagen, porém, diz que foi nomeado por carta patente de 12 de janeiro de 1697 tomando posse depois de 2 de julho do mesmo ano, ausentando-se para São Paulo a 15 de outubro e voltando em março de 1699; ausentando-se de novo, para Minas, em maio do mesmo ano e visitando São Paulo, onde se encontrava em 10 de fevereiro de 1700.
Em 20 de maio de 1697, escreveu em carta ao rei dom Pedro II: os mineiros não tinham podido se ocupar da exploração das minas "pela grande fome que experimentarem, que chegou a necessidade a tal extremo que se aproveitaram dos mais imundos animais, e faltando-lhe estes para poderem alimentar a sua vida largaram as minas e fugiram para os matos com os seus escravos a sustentarem-se de frutas agrestes que neles achavam." Opinava ele: "Achavam a terra que dá ouro esterilíssima de tudo que é mister para a vida humana".
Escrevendo em 1730 sua "Notícia Prática", códice da Biblioteca de Évora, o padre Diogo Soares e o mestre de campo José Rebelo Perdigão citam os tempos primitivos de Minas. "Direi o que se informou ao primeiro general que, com esta incumbência, passou às Capitanias de São Paulo, de que vim por secretário do seu Governo. Tendo-se feito presente a Sua Majestade o muito alto e poderoso rei D. Pedro II de Portugal, de gloriosa memória, de que para estes sertões tinham vindo os primeiros descobridores do ouro, foi o mesmo senhor servido mandar a Artur de Sá e Menezes às capitanias de São Paulo para lhes por em arrecadação e dar as primeiras normas precisas ao aumento de sua Real Fazenda; o que com efeito fez, indo primeiro a São Paulo, onde se informou dos homens e sertanistas mais práticos e fidedignos do principio que tiveram estas Minas, o sítio em que se acharam, e com as suas informações formou o Regimento que fundamos nesta Capitania com a experiência do que vimos e experimentamos nessas Minas, e é o mesmo que hoje se conserva, nelas remetendo-se primeiro ao Conselho e ao Desembargador José Vaz Pinto, primeiro Superintendente das Minas. Pelas notícias que deram em São Paulo os primeiros sertanistas que vieram do descobrimento das esmeraldas com o capitão-mor Fernão Dias e principalmente por um Duarte Nunes, que fazendo experiência em um certo ribeirão disse que desaguava no rio Guarapiranga, de que com uma bateia tirava ouro e tanto que chegava em povoado a fazer dele varias peças lavradas para uso de sua casa, se animaram os moradores de todas aquelas vilas a formarem uma tropa com o intento de buscarem a paragem ou sertão da desejada Casa da Casca, onde diziam, era muito precioso o ouro".
Em 12 de junho, o governador escreveu, do Rio de Janeiro, uma carta ao rei explicando que haveria interesse em que os operários da Casa da Moeda da Bahia fizessem não só moeda de prata, como também de ouro, e que deixassem, em permanência no Rio, operários necessários a tal operação, mesmo quando a fabricação das moedas de prata se acabasse, a fim de constranger os mineiros, particularmente os das jazidas que se diziam riquíssimas de Caeté, a levar seu ouro às oficinas Reais e a ter, assim, quintado - ou seja, recolhido - o quinto, imposto de 1/5 do ouro, depois de catado.
Diz na Carta: "Como tenho conhecido a má fortuna que tem a arrecadação dos Reais quintos de ouro de Vossa Majestade; e os grandes inconvenientes que se oferecem para que se possa fazer aquela cobrança que realmente se deve, tanto pelas distâncias dos sertões como pelos vários caminhos que têm os mineiros para se poderem recolher a povoado sem passarem pelas oficinas, e juntamente pela sua ambição, que cegamente os obriga a faltarem ao que é devido à Real Fazenda de Vossa Majestade, e como este negócio é de tantas consequências pelas riquezas dos ribeiros que hoje se tem descoberto no Caité" - (é a primeira menção oficial ao ouro aí já descoberto) "e pelas diversas noticias que vem das sobreditas minas,  dizem uniformemente que são de rendimento nunca visto nestas partes, porque fazendo-lhes a eles conta render-lhe cada bandeja da terra um vintém, e sendo dado a cada pessoa 40 bandejas cada dia, em estas minas andam mais de 4 000 pessoas trabalhando, tendo de rendimento ordinário cada bandeja 8 vinténs, e se houvera de dar crédito à variedade das notícias fazem incrível o excesso de seu rendimento. E dizem que estas minas se dilatam de tal sorte pelo pé de uma serra que faz entender aos mineiros será o ouro naquela parte de muita duração, e como é de tão grande utilidade para os vassalos a riqueza que estas minas produzem e Vossa Majestade tão generosamente lhes concede, e eles, esquecendo-se das suas obrigações, extraviam aquela pequena parte que Vossa Majestade manda reservar para a sua Real Fazenda; e é justo que se busque todo o remédio para que a ela se pague o que cada um dever; e o mais eficaz me parece que na casa da moeda que se há de erigir nesta cidade se bata a do ouro; e ainda que se acabe de fundir a de prata brevemente, fiquem sempre aqueles oficiais que bastarem para bater a de ouro, porque desta sorte todos hão de trazer o ouro aquela parte para o converterem em moeda e de necessidade o hão de quintar, pelo risco de que lho não tomem por perdido na dita casa, e a moeda que se fundir deve ser do mesmo valor que a de Portugal, porque como este género é fruto da mesma terra, possa ter saída para o Reino. E sendo Vossa Majestade servir mandar ponderar este arbítrio, e parecendo-lhe conveniente, se deve de acudir com o remédio para que experimente menor dano a Real Fazenda. Vossa Majestade mandará neste particular como em todos o que mais convier ao seu Real serviço. Deus guarde a Vossa Majestade muitos anos como os seus vassalos desejamos e havemos de mister."

### Em São Paulo e em Minas
Deixando Martim Correia Vasques na interinidade, partiu em 16 de outubro de 1697 do Rio de Janeiro para São Paulo com 70 pessoas, retornando em abril de 1698. Foi averiguar sobre as minas, denunciadas no Sul: percorreu numerosas vilas do interior e litoral, avaliando as minas nelas existentes, e ver os elementos tendentes a sua próxima expedição ao Sabaraboçu. Teria sido guiado por Borba Gato, já desta vez? Parece que, em vez de tomar o caminho de Itaverava que o conduziria às minas do Ouro Preto, foi primeiro ao rio das Velhas, assistindo à primeira repartição de terras. A baliza providencial da região, a serra da Piedade, era vista de muitas léguas ao redor. Na época, em São Paulo, enfrentavam-se as desordens do juiz ordinário Pedro de Camargo.
Carta Régia de 27 de novembro de 1697 ordenou a Artur de Sá e Menezes ir à Capitania de Minas Gerais e abrir uma estrada entre as duas capitanias. O governador passou por Taubaté neste mês, rumo às Minas onde já havia tumulto de guerrilhas e flibusteiros nos ribeirões. O turbilhão migratório enveredava pelas gargantas do Mbaú ou Mbaé ("corredor", "garganta de serra").
Outra Carta Régia de 27 de dezembro de 1697 ampliou a jurisdição dos governos do Rio, tornando-os independentes da jurisdição dos governadores gerais na Bahia, submetidos apenas ao Rei. Tudo para facilitar o desempenho da missão de administradores das Minas.
Em 7 de janeiro de 1698, criou, em São Paulo, o primeiro Terço de ordenanças. O comando foi entregue ao coronel da ordenança Domingos de Amores, capaz de auxiliar o provedor das Minas na arrecadação dos quintos. Em 1697, tinha sido dada patente de mestre de campo dos auxiliares da Capitania de São Vicente e mais vilas de serra acima, por Artur de Sá e Meneses, a Domingos da Silva Bueno. Estava, assim, agrupada em dois Terços: um de auxiliares e outro de ordenanças, a população apta ao serviço militar. Dias depois, em 13 de janeiro, há provisão do governador com respeito a José de Camargo Pimentel. Persuadido por intrigas de sua incapacidade, pois o denunciavam como tirano e peculatário, quis nomear Garcia Rodrigues Pais, que andava entretanto a fazer o Caminho Novo para o rio das Mortes; de modo que, em sua ausência, foram nomeados o capitão Antônio Rocha Pimentel e, na de ambos, Diogo Gonçalves Moreira.
Temos um ofício que dirigiu ao Rei em 29 de abril, ainda do Rio, reproduzido em Diogo de Vasconcelos, "História Antiga de Minas Gerais", volume IV, no qual afirma: "Senhor. A conta que Sebastião de Castro Caldas deu a Vossa Majestade das minas de Taubaté, mais de cem 100 léguas, continuamente se vão descobrindo, como já tenho dado conta a Vossa Majestade em carta de maio; o ouro é excelentíssimo e dizem os ourives que de 23 quilates; as diligências que achei o sobredito Sebastião de Castro Caldas tinha feito para a boa arrecadação foi ter criado um provedor em Taubaté e uma oficina; e agora fico cuidando se convém ao serviço de Vossa Majestade o conservar aquela oficina, pelas dúvidas que se me oferecem prejudiciais à boa arrecadação dos quintos; porém sobre este particular não tenho disposto nada contra o que Sebastião de Castro Caldas deixou ordenado porque quero ver primeiro o que a experiência me ensina, examinando este negócio maduramente; e nestas Minas tinha provido Sebastião de Castro Caldas um guarda-mor que é o ministro que reparte as datas aos mineiros e que tem o cuidado de cobrar o dinheiro que se dá pela que toca a Vossa Majestade, a qual se põe em praça, e como êste provimento foi sem conhecer o sujeito, o qual era incapaz a tal cargo pelo seu mau procedimento e tiranias que usava, e demais não dando conta nenhuma do que tocava a Vossa Majestade, roubando para si, o mandei depor do ofício e provi nele pessoa benemérita, que entrando pode servir bem a Vossa Majestade e mandei Ordem ao antigo guarda-mor, a quem chamam José de Camargo Pimentel que viesse logo dar conta das datas que pertenciam a Vossa Majestade; como não me tem chegado resposta dessas Ordens, ñ posso dar conta a Vossa Majestade com aquela individualidade que é justo. Vossa Majestade neste particular como nos mais mandará o que mais convier etc. Rio".
Esse péssimo conceito era resultado de informações apaixonadas, como em dezembro de 1699 se verificaria. Estaria, assim, Bartolomeu Bueno de Siqueira ainda entranhado nos matos de Pitangui. José de Camargo Pimentel era amigo de Carlos Pedroso da Silveira. Não se adivinha se teria José partido para seu distrito, mas inutilmente, pois pois a maneira por que corria o ouro nos ribeiros em forma de aluviões e de maneira impedido, que não se podia tirar senão à flor da água e que por extenso todo o leito era cercado de florestas e entupido de penhascos e raízes, não tendo espaço para medições - os mineiros trabalhando em desordem e tumulto, indo e vindo por onde lhes parecia. O guarda-mor se limitara a fiscalizar e exigir os quintos reais, causando, aos exploradores, descontentamento, ficando suspeito dos inimigos. Até 1713, se desvendarão Tripuí, Carmo, Gualacho, Ouro Preto, Paraopeba, Serro do Frio, rio das Velhas, Inficionado, Pitangui, Pará, Itatiaia, Catas Altas, Santa Barbara, Prata, Brumado, Caeté, rio das Mortes etc., que constituíram o grande núcleo das Gerais.
Em 20 de maio de 1698, o governador escreve ao Rei e diz: "É sem dúvida que rendera muito grande quantia, se os mineiros tivessem mineirado este ano, o que não lhes foi possível pela grande fome q experimentaram, que chegou a necessidade a tal extremo que se aproveitaram dos mais imundos animais, e faltando-lhes estes para poderem alimentar a vida, largaram as minas e fugiram para os matos com os seus escravos a sustentar-se das frutas agrestes que neles achavam; porem este ano há esperanças de que recuperem o que perderam, e pelas noticias que tenho das sobreditas minas, são de grande rendimento e quanto mais entram pelo sertão, dizem que são mais ricas, e a duração delas será para muitos anos; porque em todos aqueles ribeiros e serras, dizem se acha ouro. Estimarei muito que minhas diligências produzissem grandes aumentos à Real Fazenda de Vossa Majestade a quem Deus guarde".
Refere-se aos descobertos de Carmo e de Miguel Garcia, única parte conhecida e explorada. Mas alguns moradores haviam retornado a São Paulo, como Salvador Fernandes Furtado, cuja família morava em Pindamonhangaba, deixando nas minas seu filho Antônio Fernandes, para fazer roça, que escolheu como sítio o Morro Grande, mais tarde Engenho Pequeno. Preocupados com a fome, os habitantes do Carmo se dispersaram e datam desse biênio 1697-1698 as mais antigas fazendas da região do Carmo, dos Gualachos do Norte e do sul. Esta carta de Artur ao Rei figura a "Coleção dos Governadores do Rio", I,VI,117 e Basílio de Magalhães a cita na Revista do Instituto Histórico de São Paulo, volume XVIII, página 333.
Em ofício ao rei em 24 de maio de 1698, diz ele: "Depois de ter adquirido algumas notícias de pedras que podem prometer metais e examinando em todas aquelas e antigas tradições destes negócios, que não podem ser averiguáveis seus mineiros, que o entenda enquanto este não vem vem, parece-me conveniente ao serviço de Vossa Majestade buscar todos os caminhos para que os quintos do ouro de lavagem não se extraviem e continue o aumento das minas. Como as dos Cataguases são tão ricas, pareceu-me preciso facilitar aquele caminho de sorte que convidasse a facilidade dele aos mineiros de todas as vilas e os do Rio de Janeiro para irem minerar, e poder ser as minas providas de mantimentos, o que tudo redundará em grande utilidade da Fazenda de Vossa Majestade, o que me obrigou a fazer diligências em São Paulo por pessoa que abrisse o caminho do Rio de Janeiro para as Minas e e tendo-se-me oferecido Amador Bueno, eram tão grandes os interesses que me pedia que o escusei sobre a dita diligência. Sabido este negócio por Garcia Rodrigues Pais,  o descobridor das chamadas esmeraldas, se me veio oferecer com todo o zelo e desinteresse para fazer este, porem não se podia expor a ele sem eu vir ao Rio de Janeiro para o auxiliar; e é sem dúvida que se o dito Garcia Rodrigues consegue o que intenta, fará grande serviço a Vossa Majestade e a este governo grande obra; porque pende o interesse de se aumentar os quintos pela brevidade do caminho; porque por este donde agora vão aos Cataguases se porá do Rio não menos de três meses e de São Paulo 50 dias; e pelo caminho que se intenta abrir, se porão pouco mais de 15 dias. Agora se consegue a utilidade dos campos gerais, os quais são tão férteis para os gados que dizem estes homens virão a ser outro Buenos Aires. Do Rio a estes campos são 7 a 8 dias e daí as Minas pouco mais de oito. Também fica facilitado o descobrimento do Sabaraboçu pela vizinhança que fica desta praça."

### Agitação em São Paulo, 1698
Em junho de 1698, Sá e Meneses foi por terra a São Paulo, apesar de correr ali fama de que o matariam, por motivo de movimento contrário à lei régia que havia alterado o padrão da moeda. O movimento era chefiado por Pedro Ortiz de Camargo (filho de Fernando de Camargo, o Tigre) e por Bartolomeu Fernandes de Faria contra o partido do governo: este era integrado por Manuel Lopes de Medeiros, Domingos Dias da Silva, e Godói Colaço. Desde novembro de 1697, porém, Artur de Sá e Meneses tinha soldados no campo de Piratininga.

### Retorno ao Rio
Em 16 de julho de 1699, reassumiu o governo, entregue desde 15 de outubro de 1697 ao governador interino Martim Correia Vasques. Na sua viagem seguinte, a São Paulo e a Minas, entregou o governo do Rio em 15 de março de 1702 a Francisco de Castro Morais, e o reassumiu em 8 de julho para entregá-lo definitivamente a seu sucessor, dom Álvaro, em 15 de julho de 1702.
Há provisão sua, de 2 de outubro de 1699, relativa ao Caminho Novo, pois quando o esboço da nova estrada entre o Rio de Janeiro e as minas estava traçado, os habitantes do Rio se recusaram a pagar a soma pedida por Garcia Rodrigues Pais, de modo que este recebeu do governador as seguintes concessões: durante dois anos, a partir de 1 de junho de 1700 seria o único a poder fazer circular mercadoria pela estrada e ninguém poderia usar o caminho sem sua autorização expressa. Assegurava que o caminho era "muito capaz para condução de gado e cavalgaduras carregadas" e que graças a ele, bastariam 14 dias entre o Rio e as Minas. Além do mais, a Carta Régia de 19 de abril de 1702 o nomeou Guarda-Mor Geral das Minas.
Em 1700, o governador dividiu o enorme território que percebia ser o das minas em Minas de Cataguazes e Repartição do Rio das Velhas. Em 10 de fevereiro de 1700, o capitão-general mandou, para as Minas, um paulista, sargento-mor Manuel Lopes de Medeiros, para repartir as datas, e, na portaria, escreveu: "Por algumas notícias que me tem chegado do sertão, dde que nas minas tem havido algumas desordens, todas prejudiciais ao serviço de Sua Majestade, que Deus guarde e ao bem comum dos que habitam aquele lugar; por ser mui conveniente atalhar semelhantes perturbações e juntamente dar forma à repartição dos Ribeiros porque da confusão de não haver forma neste negócio nascem desordens com bandos de parte a parte e como este particular é de tanta consideração, me precisa a buscar-lhe remédio pronto, e para este respeito ser eficaz carece de pessoa de atividade e respeito, o que tudo ocorre na pessoa do Sargento-Mor Manoel Lopes de Medeiros e ao qual ordeno vá às Minas dos Cataguazes e seu distrito a repartir as datas dos Ribeiros descobertos, e que se descobrirem, conformando-se com o Regimento que lhe mandei passar em 4 de fevereiro presente, dando-o à execução inviolavelmente, e examinará em companhia do Capitão João Carvalho da Silva Aguiar as Minas que suspeitam ser de prata, ou de outros quaisquer metais de que tiver notícias, e de tudo me dará conta para eu a dar a Sua Majestade que Deus guarde", e mais.
Estando em São Paulo em 18 de fevereiro de 1700, Artur de Sá e Menezes nomeou ainda Domingos Amores de Almeida, mestre de campo do Terço de ordenança para ficar na guarnição da vila e também Domingos da Silva Bueno, mestre de campo dos auxiliares, e ajudante dos auxiliares deste Matias Barbosa da Silva, a fim de o acompanharem na projetada visita aos Cataguases na segunda metade do ano. Já em 23 de fevereiro, na ausência de Garcia Rodrigues Pais, o capitão-general nomeou este mesmo Manuel Lopes de Medeiros "Guarda-mor das Minas dos Cataguases até os limites do Sumidouro em que assiste o tenente-general Manuel Borba Gato". Separação, portanto, das Minas dos Cataguases e do Rio das Velhas. Medeiros recebeu também a incumbência de examinar, com João Carvalho da Silva Aguiar certas minas que se diziam de prata naquele distrito de Minas. Em novembro, porém, regressará doente a São Paulo.
Datado de 26 de março de 1700, outro bando do Governador proibiu que fossem transportados para as Minas escravos de cana e mandioca, enquanto ao mesmo tempo a Câmara se dirigia ao Conselho Ultramarino e pedia providências para facilitar a entrada de africanos. Conseguiu duas medidas: a instituição de um tributo de 4$500 por cada escravo tirado de engenhos e despachado para as Minas (desde Carta Real de 10 de junho de 1699, havia direitos de entrada de 3$500 para cada negro vindo da África para o Rio) e a liberdade de comércio de negros e tráfico. A própria Coroa traficava: e desde a Carta Régia de 16 de novembro de 1697, o preço de cada negro vendido era 160$000; em 1718, o preço tinha subido a 300$000, embora o custo fosse de apenas 94$000.
Em São Paulo, o povo levantava-se inquieto com a enorme afluência de gente para as Minas. Aproveitando sua presença ali, em 16 de abril de 1700 uma reclamação da Câmara de São Paulo lhe foi entregue como governador da Repartição do Sul, assinada por Garcia Rodrigues Pais, dom Simão de Toledo Piza, José de Camargo Ortiz, Manuel da Costa Leme, Antônio Prado da Cunha e Pedro Taques de Almeida (não consta Amador Bueno da Veiga, que estaria talvez no sertão). O povo se reuniu na casa do Conselho para requerer dos oficiais da câmara solicitar de Artur de Sá e Menezes fazer presente a Sua Majestade: "as terras do território das minas de Cataguases assim como os matos lavradios,  de direito pertencem aos Paulistas, para as possuírem por datas de Sua Majestade ou do donatário, porquanto eles foram os que as conquistaram e descobriram as minas de ouro que atualmente se lavram, o que tudo fizeram à custa de suas vidas e fazendas, sem dispêndio algum da Fazenda Real e que seria grande injustiça concederem-se ditas terras aos moradores de fora." Pretendiam que tal reclamação se fundava na Carta Régia de 18 de março de 1694 acerca de favores e mercês concedidos aos que descobrissem jazidas de ouro e prata. O que revela já a rivalidade entre Paulistas e Reinóis que originará a Guerra dos Emboabas (1707-1709). Plenamente justificado o procedimento dos paulistas, posteriormente, no Rio das Mortes. Mas como chamar à razão um governo absoluto? Era impossível.
O grande historiador de Minas, Diogo de Vasconcelos, comenta: "Tentou-se portanto obter o dados oficiais, mas doravante cada vez mais deficientes, a quantidade de ouro extraída sobre a qual incidiram os impostos atingiu 41.000 arrobas ou 615 mil quilos, não se podendo contar o ouro extraído e que apesar da feroz vigilância passou por contrabando. E eram grosseiros e primitivos os processos empregados na exploração das minas. No tempo colonial o ouro valeu entre 1$200 e 1$500 a oitava, e por esse preço baixo a importância de tais arrobas sobe a 250,000:000$000 do tempo."
No Ribeirão do Carmo, o governador nomeou, como guarda-mor da zona, na ausência do capitão Manuel Lopes Medeiros, o mestre de campo Domingos da Silva Bueno, encarregado de repartir terras e águas e manter a paz. Nomeou ainda superintendente e administrador geral o Desembargador José Vaz Pinto, cargo que este ocupará até 1704-1705, mas como estava ausente ainda, deixou o tenente-general Borba Gato com a jurisdição da repartição do Poente e o mestre-de-campo Domingos Bueno com idêntica jurisdição no Nascente do rio das Velhas, isto é, Carmo e Ouro Preto.
Em 25 de fevereiro de 1702, o governador Artur chegou ao Arraial de Sabarabuçu. Esteve em diferentes pontos do rio das Velhas em maio, junho e julho de 1702, mesmo em 18 de julho, quando seu sucessor, dom Álvaro da Silveira e Albuquerque, já tinha entrado em funções no Rio e fora nomeado um superintendente das Minas, José de Vaz Pinto. Tais longas estadas nas Minas permitiram ao Governador estabelecer a ordem, apaziguar discórdias e estabelecer a estrutura administrativa. Como Antonil fala da sua "grande fortuna" é provável que se tenha entregue à mineração por sua própria conta!
Antes de partir, em junho de 1702, fez publicar um novo bando em que dizia (reproduzo palavras de Diogo de Vasconcelos):
"Porque Sua Majestade, a quem Deus guarde, foi servido mandar por sua Real Ordem proibir todo o comércio do sertão da Bahia para este e deste para a Bahia, por assim convir a seu Real serviço, e por que dos sertões da Bahia e Pernambuco tem vindo algumas pessoas pouco observantes desta ordem e se acham nas Minas, ordeno e mando que toda pessoa de qualquer qualidade, estado ou condição que seja, dentro do termo de quatro dias sejam despejados sobre as ditas Minas pelo caminho do Rio de Janeiro com a pena de 10 mil cruzados pagos da cadeia e três anos de degredo para a Nova Colônia; e outrossim as pessoas existentes nas Minas, de uma e outra repartição" (faz referência às minas do Rio das Velhas, as do Carmo e Ouro Preto, que eram regiões administrativamente distintas)  "que pois tratar com alguns dos sobretidos em Fazenda de qualquer gênero e valor que seja, vindo da parte da Bahia, incorrerão no valor três dobro em que for avaliada a dita fazenda, da mesma sorte que o vendedor, o que tudo será para a Fazenda Real. E ordeno aos oficiais da Guerra, Fazenda e Justiça façam dar execução a este bando inviolavelmente e do contrário ficam inabilitados de todos os despachos e honras que Sua Majestade poderia fazer, e perderão os postos e ofícios que tiveram. E para que chegue ao conhecimento de todos se publicará este ao toque de caixa."
E comenta o historiador:
"Artur de Sá e Menezes, que tanto incentivara os caminhos do sertão e o povoamento, via-se na angustiosa alternativa de obedecer as ordens do Rei ou de ser incoerente, e tomara a resolução evasiva de publicar as ordens régias somente na véspera de sua retirada das Minas, com o que nem se comprometeu aos olhos do povo nem se arriscou a chegar ao Rei acusado de omisso. Um ato de última hora no Sabará, pois a Ordem de 9 de dezembro deve ter-lhe chegado às mãos em abril... Evidência de uma reviravolta na política da Corte, que, em vez de canalizar e dirigir com proveito o curso dos acontecimentos, tentava ineptamente paralisá-los em país governado a duas mil léguas de distância!"

### Retorno a Portugal
Voltando a Portugal, foi governador da praça de Abrantes com o posto de sargento-mor de batalhas, esteve quase sempre doente e morreu em fins de janeiro de 1709. Não casou, mas deixou, por universal herdeiro, dom Rodrigo Anes de Sá, Marquês de Fontes. Deixou uma filha bastarda freira na Foz, que ficou com oito mil cruzados do trespasse do seu morgado. Teve grande tino político na missão de descobrir e fiscalizar as opulências minerais do solo do Brasil - "de onde veio muito rico", segundo conta o nobiliário de dom Antônio de Lima Pereira.